# Trikolore
|  | Sammenskrivningsforslag Artiklen Trestribede flag er foreslået føjet ind i Trikolore. (Siden januar 2014) Diskutér forslaget |

En trikolore (tre farver) er et flag med tre farver placeret i vandrette eller lodrette striber. I enkelte lande er det normalt at referere til flaget som trikoloren. Det er i en del tilfælde placeret et emblem på flaget. I disse tilfælde er der midt i flagdugen eller i øverste hjørne ved stangen den foretrukne placering for emblemet. 
Trikolore er særlig normalt i kontinental-Europa (alle landene i Kerne-Europa har en trikolore som flag). Også i Afrika har mange lande trikolorer, dog ofte i de panafrikanske farver rødt, gult, grønt (eventuelt sort).  Også mange arabiske lande har trikolorer, dog ofte i de panarabiske farver rødt, hvidt, sort (eventuelt grønt).
Frankrigs flag, som er fra revolutionstiden, var den første egentlige trikolore. Trikolorer, uanset farver, blev oprindeligt sat på som et revolutionært symbol og som samlingsmærke for liberale og demokratiske ideer. Både Irlands, Italiens og Tysklands trikolorer føjer sig historisk ind i dette billede.
Flag med tre farver placeret på en anden måde, som f.eks. Norges flag, kaldes normalt ikke trikolorer i vore dage. Heller ikke tofarvede flag med tre striber, som Østrigs eller Letlands flag, kaldes trikolorer. 

## Europæiske trikolorer
- Andorras flag (med emblem)
- Armeniens flag
- Aserbajdsjans flag (med emblem)
- Belgiens flag
- Bulgariens flag
- Estlands flag
- Frankrigs flag
- Kroatiens flag (med emblem)
- Irlands flag
- Italiens flag
- Litauens flag
- Luxembourgs flag
- Moldovas flag (med emblem)
- Nederlands flag
- Rumæniens flag
- Ruslands flag
- Serbiens flag (med emblem)
- Slovakiets flag (med emblem)
- Sloveniens flag (med emblem)
- Tysklands flag
- Ungarns flag

## Afrikanske trikolorer
- Egyptens flag (med emblem)
- Elfenbenskystens flag
- Etiopiens flag (med emblem)
- Gabons flag
- Ghanas flag (med emblem)
- Guineas flag
- Camerouns flag (med emblem)
- Libyens flag (med emblem)
- Malawis flag (med emblem)
- Malis flag
- Nigers flag (med emblem)
- Rwandas flag (med emblem)
- Senegals flag (med emblem)
- Sierra Leones flag
- Tchads flag

## Asiatiske trikolorer
- Afghanistans flag (med emblem)
- Burmas flag (med emblem)
- Indiens flag (med emblem)
- Iraks flag (med emblem)
- Irans flag (med emblem)
- Syriens flag (med emblem)
- Tadsjikistans flag (med emblem)
- Yemens flag

## Nord- og Syd-Americanske trikolorer
- Bolivias flag
- Colombias flag
- Ecuadors flag (med emblem)
- Mexicos flag (med emblem)
- Paraguays flag (med emblem)
- Venezuelas flag (med emblem)